# مسابقات قهرمانی کشتی آسیا ۲۰۰۴
کشتی قهرمانی آسیا ۲۰۰۴ هفدهمین دوره از رقابت‌های قهرمانی آسیا می‌باشد که رویداد آزاد مردان آن از ۱۶ تا ۱۸ آوریل ۲۰۰۴ در تهران، ایران، رویداد فرنگی مردان آن از ۸ تا مه ۲۰۰۴ در آلماتی، قزاقستان و رویداد آزاد زنان آن از ۲۲ تا ۲۳ مه ۲۰۰۴ در توکیو، ژاپن برگزار گردید.

## جدول مدال‌ها
| رتبه            | کشور            | طلا | نقره | برنز | مجموع |
| --------------- | --------------- | --- | ---- | ---- | ----- |
| ۱               | ژاپن            | ۶   | ۱    | ۲    | ۹     |
| ۲               | قزاقستان        | ۳   | ۳    | ۱    | ۷     |
| ۳               | ایران           | ۳   | ۲    | ۳    | ۸     |
| ۴               | ازبکستان        | ۳   | ۰    | ۲    | ۵     |
| ۵               | کرهٔ جنوبی       | ۲   | ۵    | ۵    | ۱۲    |
| ۶               | قرقیزستان       | ۱   | ۴    | ۰    | ۵     |
| ۷               | مغولستان        | ۱   | ۲    | ۵    | ۸     |
| ۸               | چین             | ۱   | ۱    | ۲    | ۴     |
| ۹               | کرهٔ شمالی       | ۱   | ۰    | ۰    | ۱     |
| ۱۰              | هند             | ۰   | ۲    | ۱    | ۳     |
| ۱۱              | ویتنام          | ۰   | ۱    | ۰    | ۱     |
| مجموع (۱۱ کشور) | مجموع (۱۱ کشور) | ۲۱  | ۲۱   | ۲۱   | ۶۳    |

## رده‌بندی تیمی
| رتبه | آزاد مردان | آزاد مردان | فرنگی مردان | فرنگی مردان | آزاد زنان | آزاد زنان |
| رتبه | تیم        | امتیازات   | تیم         | امتیازات    | تیم       | امتیازات  |
| ---- | ---------- | ---------- | ----------- | ----------- | --------- | --------- |
| ۱    | ایران      | ۶۳         | قزاقستان    | ۶۴          | ژاپن      | ۶۳        |
| ۲    | مغولستان   | ۴۵         | کرهٔ جنوبی   | ۶۰          | مغولستان  | ۵۷        |
| ۳    | ازبکستان   | ۴۰         | ازبکستان    | ۴۸          | کرهٔ جنوبی | ۴۵        |
| ۴    | ژاپن       | ۴۰         | ایران       | ۴۶          | هند       | ۴۴        |
| ۵    | کرهٔ جنوبی  | ۴۰         | قرقیزستان   | ۴۲          | چین       | ۴۱        |
| ۶    | هند        | ۳۳         | ژاپن        | ۳۲          | ازبکستان  | ۲۲        |
| ۷    | قزاقستان   | ۲۶         | هند         | ۲۳          | ویتنام    | ۲۰        |
| ۸    | عراق       | ۱۷         | عراق        | ۱۱          | قزاقستان  | ۱۷        |
| ۹    | افغانستان  | ۱۷         | کره شمالی   | ۱۰          | تایوان    | ۱۶        |
| ۱۰   | کره شمالی  | ۱۵         | ویتنام      | ۱۰          | تایلند    | ۱۵        |

## خلاصه مدال‌ها

### آزاد مردان
| رویداد | طلا                       | نقره                            | برنز                            |
| ۵۵ ک‌گ  | ادهم آچیلف · ازبکستان     | بایاراگین نارانباتار · مغولستان | کیم هیو-ساب · کرهٔ جنوبی         |
| ۶۰ ک‌گ  | ری یونگ-چول · کرهٔ شمالی   | مراد محمدی · ایران              | جونگ یونگ-هو · کرهٔ جنوبی        |
| ۶۶ ک‌گ  | کازوهیکو ایکیماتسو · ژاپن | حسن طهماسبی · ایران             | بویانجاوین باتزوریگ · مغولستان  |
| ۷۴ ک‌گ  | مهدی صادق‌نژاد · ایران     | سوجیت مان · هند                 | کونیهیکو اوباتا · ژاپن          |
| ۸۴ ک‌گ  | فریدون قنبری · ایران      | مون اویی-جائه · کرهٔ جنوبی       | محمد کورگلیف · قزاقستان         |
| ۹۶ ک‌گ  | محمد ابراهیموف · ازبکستان | الکسی کروپنیاکف · قرقیزستان     | حسین خالقی‌فر · ایران            |
| ۱۲۰ ک‌گ | فردین معصومی · ایران      | پالویندر سینگ چیما · هند        | دورجاپالمین گانخویاگ · مغولستان |

### فرنگی مردان
| رویداد | طلا                              | نقره                          | برنز                      |
| ۵۵ ک‌گ  | آست ایمانبایف · قزاقستان         | ایم دائه-وون · کرهٔ جنوبی      | حسن رنگرز · ایران         |
| ۶۰ ک‌گ  | جونگ جی-هیون · کرهٔ جنوبی         | نورباکیت تنگیزبایف · قزاقستان | دلشاد آریپوف · ازبکستان   |
| ۶۶ ک‌گ  | کیم این-سوب · کرهٔ جنوبی          | رومن ملیوشین · قزاقستان       | ماساکی ایزنا · ژاپن       |
| ۷۴ ک‌گ  | الکساندر دوکتوریشویلی · ازبکستان | دنیل خالیموف · قزاقستان       | چوی دوک-هون · کرهٔ جنوبی   |
| ۸۴ ک‌گ  | عبدالله جبراییلوف · قزاقستان     | جاناربک کنجیف · قرقیزستان     | کیم جونگ-ساب · کرهٔ جنوبی  |
| ۹۶ ک‌گ  | گنادیه چخایدزه · قرقیزستان       | هانگ ته-یونگ · کرهٔ جنوبی      | الکسی چاگلاکوف · ازبکستان |
| ۱۲۰ ک‌گ | گئورگی سورتسومیا · قزاقستان      | دلشات حاجیف · قرقیزستان       | سجاد برزی · ایران         |

### آزاد زنان
| رویداد | طلا                                | نقره                      | برنز                              |
| ۴۸ ک‌گ  | چیهارو ایچو · ژاپن                 | Lê Thị Trang · ویتنام     | Deng Weichan · چین                |
| ۵۱ ک‌گ  | تسوگتبازارین اینخجارگال · مغولستان | Yuri Kai · ژاپن           | Kim Hyung-joo · کرهٔ جنوبی         |
| ۵۵ ک‌گ  | سائوری یوشیدا · ژاپن               | لی نا-لائه · کرهٔ جنوبی    | Naidangiin Otgonjargal · مغولستان |
| ۵۹ ک‌گ  | Su Lihui · چین                     | Kim Hee-jeong · کرهٔ جنوبی | Alka Tomar · هند                  |
| ۶۳ ک‌گ  | کائوری ایچو · ژاپن                 | Su Huihua · چین           | اوچیرباتین ناسانبورما · مغولستان  |
| ۶۷ ک‌گ  | Norie Saito · ژاپن                 | Yana Panova · قرقیزستان   | Dalkh-Ochiryn Sugar · مغولستان    |
| ۷۲ ک‌گ  | کیوکو هاماگوچی · ژاپن              | بورما اوچیربات · مغولستان | Zhang Dan · چین                   |

## کشورهای شرکت‌کننده

### آزاد مردان
۶۴ شرکت‌کننده از ۱۴ کشور در این رویداد رقابت کردند.
| - افغانستان (۶) - تایوان (۳) - هند (۶) - ایران (۷) - عراق (۴) | - ژاپن (۶) - قزاقستان (۵) - قرقیزستان (۲) - لبنان (۲) - مغولستان (6) | - کره شمالی (۲) - کرهٔ جنوبی (۷) - تاجیکستان (۲) - ازبکستان (۶) |

### فرنگی مردان
۵۳ شرکت‌کننده از ۱۱ کشور در این رویداد رقابت کردند.
| - تایوان (۲) - هند (۵) - ایران (۷) - عراق (۲) | - ژاپن (۵) - قزاقستان (۷) - قرقیزستان (۶) - کره شمالی (2) | - کرهٔ جنوبی (۷) - ازبکستان (۷) - ویتنام (۳) |

### آزاد زنان
۵۴ شرکت‌کننده از ۱۱ کشور در این رویداد رقابت کردند.
| - چین (۵) - تایوان (۴) - هند (۷) - ژاپن (7) | - قزاقستان (۳) - قرقیزستان (۲) - مغولستان (۷) - کرهٔ جنوبی (۷) | - تایلند (۵) - ازبکستان (۴) - ویتنام (۳) |